# HRH (Anrede)
HRH ist eine Abkürzung für die Adelsanrede His/Her Royal Highness (engl. für Seine/Ihre Königliche Hoheit, abgekürzt S.K.H. bzw. I.K.H.), die als Anrede (dann Your Royal Highness) für einige Angehörige der britischen Königsfamilie benutzt wird.
Georg V. verfügte am 11. Dezember 1917, dass der Titel Prinz/Prinzessin mit dem Zusatz Royal Highness allein den Kindern des Monarchen, den Kindern der Söhne und dem ältesten lebenden Sohn des ältesten Sohnes des Prince of Wales zusteht. Alle anderen Personen verloren den Titel, außer den Titeln, die bereits gewährt worden waren, soweit sie nicht widerrufen würden. Diese Regelung schränkte den bis dahin erstmals von Königin Victoria festgeschriebenen Gebrauch der Anrede Highness in unterschiedlichen Formen ein und wird seitdem so angewendet. Die Regelung wurde am 31. Dezember 2012 von Elisabeth II. dahingehend geändert, dass zukünftig alle Kinder des ältesten Sohns des Prince of Wales den Titel Prinz/Prinzessin mit dem Zusatz Royal Highness führen dürfen.
Zwar ist der Zusatz HRH, der auch im britischen Pass vermerkt wird, grundsätzlich einem britischen Prinzen oder einer Prinzessin vorbehalten, aber trotzdem nicht zwingend an diesen Status gebunden:
- So wurde Prinz Philip 1947 auch in Großbritannien der Zusatz HRH zuerkannt, da ihm die Anrede Königliche Hoheit als geborenem Prinzen von Griechenland und Dänemark nach dortigen Gesetzen zustand. Doch erst 1957 wurde er zu einem britischen Prinzen (er verzichtete Monate vor der Eheschließung auf seine griechischen und dänischen Prinzentitel und war als Philip Mountbatten mehrere Monate bürgerlich).
- 1956 bestätigte das House of Lords höchstgerichtlich den Anspruch des deutschen Prinzen Ernst August von Hannover auf die Britische Staatsangehörigkeit. Er hatte diese als evangelischer Nachkomme Sophies von der Pfalz nach dem Sophia Naturalization Act 1705 beansprucht. Britische Behörden hatten sie ihm bis dato aber verweigert. In seinen britischen Pass wurde His Royal Highness Ernest Augustus Guelph eingetragen. Seine Nachkommen führen in Großbritannien ebenfalls den Zusatz HRH.
- 1957 bestätigte Elisabeth II. dem erblichen Imam der Ismailiten Karim Aga Khan IV. das britische Prädikat His Highness.[5]

Wenn britischen Prinzen (gewöhnlich mit ihrer Eheschließung) der Titel eines Duke (Herzogs) verliehen wird, bleibt es bei der Anrede Royal Highness, während nicht-königlichen Dukes die Anrede His/Her Grace (Euer Gnaden) zusteht.
Königin Elisabeth II. verfügte am 21. August 1996, dass Ehepartner von Mitgliedern der königlichen Familie den Prädikatstitel bei einer Scheidung verlieren würden, gleiches gilt für verwitwete angeheiratete Mitglieder der königlichen Familie, sofern sie wieder heiraten. Diese Entscheidung beruhte auf der Scheidung von Prinzessin Diana von HRH Prinz Charles und wurde auch auf Sarah Ferguson angewendet.
Im Januar 2020 ließ Elisabeth II. verlautbaren, dass Prinz Harry, zweitgeborener Sohn von Prinz Charles und Prinzessin Diana, und dessen Ehefrau Meghan von ihrem HRH-Prädikat – obwohl es ihnen rechtlich weiterhin zusteht – keinen Gebrauch mehr machen und künftig ohne diese Anrede als Duke und Duchess of Sussex in der Öffentlichkeit auftreten würden. Dies nachdem das Paar einen zunächst ferienhalber übernommenen Zweitwohnsitz in Kanada bezogen und in einer Mitteilung an die Medien überraschend seine Mitarbeit in der königlichen Familie aufgekündigt hatte. Im Widerspruch zur königlichen Anordnung scheint die von den beiden bereits im Juni 2019 zunächst über Dritte eingetragene Marke Sussex Royal zu stehen, unter der weiterhin mit Bezug auf ihren HRH-Titel und die nun abgelehnten Repräsentationspflichten Souvenir-Artikel und Wohltätigkeitsaktivitäten zum Kauf angeboten werden. Im Oktober 2020 gaben sie die Marke Sussex Royal auf und trugen die wohltätige Stiftung Archewell nach amerikanischem Recht ein.

## Äquivalent in anderen Ländern
In Deutschland und Österreich lautet die Anrede in männlicher Form Seine Königliche Hoheit (abgekürzt S.K.H.) und in weiblicher Form Ihre Königliche Hoheit (abgekürzt I.K.H.). Im Plural lautet sie Ihre Königlichen Hoheiten (abgekürzt II.KK.HH.).
Ähnlich ist bis heute auch die offizielle Anrede für die Mitglieder der großherzoglichen Familie von Luxemburg. Das luxemburgische Äquivalent lautet für einen Großherzog Seng kinneklech Altess (abgekürzt S.K.A.) und eine Großherzogin Hier kinneklech Altess (abgekürzt H.K.A.). Im Plural lautet die Anrede Hier kinneklech Altessen (abgekürzt HH.KK.AA.).
In Schweden heißt es Hans kungliga höghet für männliche und Hennes kungliga höghet (abgekürzt H.K.H.) für weibliche Mitglieder der Königsfamilie im Hause Bernadotte.
Die französische Bezeichnung lautet Son Altesse royale (abgekürzt S.A.R.) und im dortigen Plural Leurs Altesses royales (abgekürzt LL.AA.RR.).